# ホエザル属
ホエザル属（ホエザルぞく、Alouatta、ホエザル亜科Alouattinaeの単型）は、新熱帯で最も広く分布する霊長類の属であり、クモザル属（Ateles）、ウーリークモザル属（Brachyteles）、ウーリーモンキー属（Lagothrix）とともに、広鼻小目（新世界ザル）の中では最も大きい部類に入る。このサルは、南アメリカと中央アメリカの森林に生息している。彼らは大きな遠吠え（英語: Howling）で有名で、密林を抜けて 4.8km離れたところまで聞こえる。2025年時点では12種が有効種として認識されている。以前はオマキザル科に分類されていたが、現在はクモザル科に分類されている。主に葉食性だが、果食性でもあり、消化と移動を通じて種子散布の役割を果たしている。脅威としては、人間による捕食、生息地破壊、違法な野生生物取引、家庭や動物園での飼育を目的とした捕獲などがある。

## 分類
| グループ                                   | 画像 | 和名・学名・英名                                                            | 亜種（備考） | 分布                                                                                               |
| ------------------------------------------ | ---- | --------------------------------------------------------------------------- | --- | -------------------------------------------------------------------------------------------------- |
| マントホエザル・グループ A. palliata group |      | コイバホエザル Alouatta coibensis Coiba Island howler monkey                | - Alouatta coibensis coibensis - Azuero howler, Alouatta coibensis trabeata （マントホエザルのシノニムの可能性がある）                                        | パナマ                                                                                             |
| マントホエザル・グループ A. palliata group |      | マントホエザル Alouatta palliata Mantled howler monkey                      | - Ecuadorian mantled howler, Alouatta palliata aequatorialis - Golden-mantled howler, Alouatta palliata palliata - Mexican howler, Alouatta palliata mexicana | コロンビア、コスタリカ、エクアドル、グアテマラ、ホンジュラス、メキシコ、ニカラグア、パナマ、ペルー |
| マントホエザル・グループ A. palliata group |      | ユカタンクロホエザル Alouatta pigra Yucatan black howler monkey             | | ベリーズ、グアテマラ、メキシコ                                                                     |
| アカホエザル・グループ A. seniculus group  |      | クマホエザル Alouatta arctoidea Ursine howler monkey                        | | ベネズエラ、おそらくコロンビア                                                                     |
| アカホエザル・グループ A. seniculus group  |      | アカテホエザル Alouatta belzebul Red-handed howler monkey                   | | ブラジル                                                                                           |
| アカホエザル・グループ A. seniculus group  |      | スピックスアカテホエザル Alouatta discolor Spix's red-handed howler monkey  | | ブラジル                                                                                           |
| アカホエザル・グループ A. seniculus group  |      | カッショクホエザル Alouatta guariba Brown howler monkey                     | - Northern brown howler, Alouatta guariba guariba - Southern brown howler, Alouatta guariba clamitans                                                         | ブラジル南東部とアルゼンチン北東部（ミシオネス州）                                                 |
| アカホエザル・グループ A. seniculus group  |      | ジュルアアカホエザル Alouatta juara Juruá red howler monkey                 | （アカホエザルのシノニムの可能性がある） | ペルーとブラジル                                                                                   |
| アカホエザル・グループ A. seniculus group  |      | ガイアナアカホエザル Alouatta macconnelli Guianan red howler monkey         | | スリナム、ガイアナ、トリニダード、フランス領ギアナ、ベネズエラ、ブラジル                           |
| アカホエザル・グループ A. seniculus group  |      | アマゾンクロホエザル Alouatta nigerrima Amazon black howler monkey          | | ブラジル                                                                                           |
| アカホエザル・グループ A. seniculus group  |      | プルスアカホエザル Alouatta puruensis Purús red howler monkey               | （アカホエザルのシノニムの可能性がある） | ブラジル、ペルー、ボリビア北部                                                                     |
| アカホエザル・グループ A. seniculus group  |      | ボリビアアカホエザル Alouatta sara Bolivian red howler monkey               | | ボリビア                                                                                           |
| アカホエザル・グループ A. seniculus group  |      | アカホエザル Alouatta seniculus Colombian red howler monkey                 | | ベネズエラ、コロンビア、エクアドル、ペルー、ブラジル                                               |
| アカホエザル・グループ A. seniculus group  |      | マラニョンアカテホエザル Alouatta ululata Maranhão red-handed howler monkey | | ブラジル                                                                                           |
| クロホエザル・グループ A. caraya group     |      | クロホエザル Alouatta caraya Black howler monkey                            | | パラグアイ、ブラジル南部、ボリビア東部、アルゼンチン北部、ウルグアイ                               |

## 形態

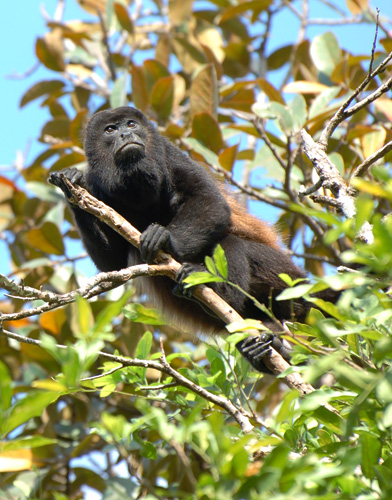
オスのマントホエザル

ホエザルは広く離れた丸い鼻孔のある低い鼻を持っている。彼らの鼻は非常に鋭敏で、最大2km離れた食べ物（主に果物とナッツ）の匂いを嗅ぐことができる。通常は丸い鼻先で、鼻孔の内側から多くの感覚毛が生えている。体長は56〜92cmで、尾は同じくらい長いが、体長のほぼ5倍になるケースもあり、種の特徴となっている。多くの新世界ザルと同様、彼らはつかむのに適した尾を持っており、木から果物やナッツを取るときに使う。遺伝子重複により色覚は他の新世界ザルと独立に進化し、3色型色覚を雌雄共に持つ。寿命は15～20年である。ホエザル種は性的二形（雌雄で形質が異なる）であり、色が違う場合もある（例：クロホエザル）。オスは通常、メスより1.5～2.0kg重い。

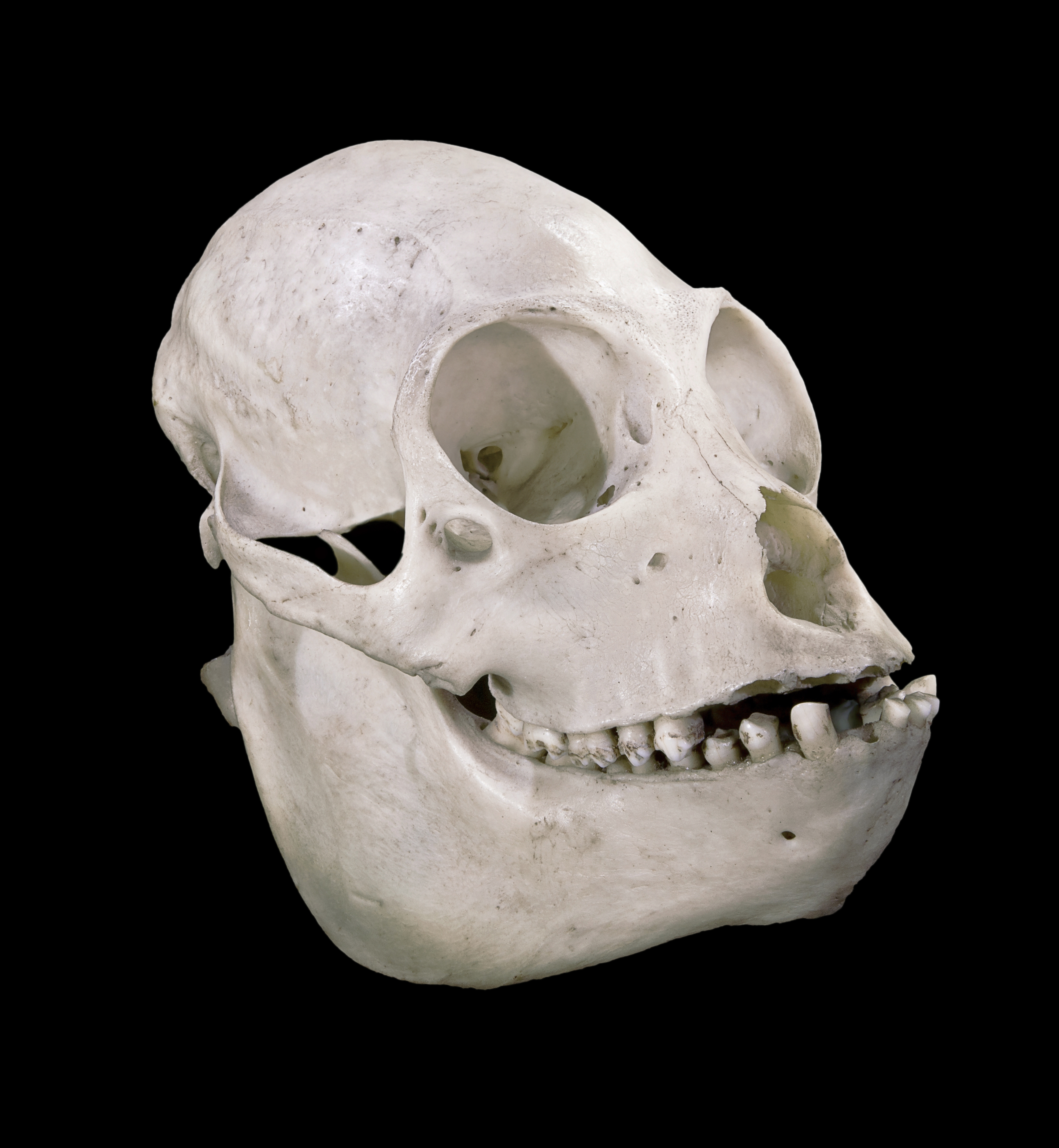
頭蓋骨

ホエザルのオスは、交尾前に有利な形質（舌骨は大きいが精巣は小さい）と交尾後に有利な形質（精巣は大きいが舌骨は小さい）の間で進化上のトレードオフを迫られる。舌骨の容積は、精巣の大きさ、および群れの中のオスの数と負の相関関係にある。舌骨が大きいとフォルマント間のスペースが狭くなり、体が大きい印象を与える。
ホエザル属の舌骨は含気性が高く、竜盤類以外では頭蓋後方の含気性が高い数少ない例の一つである。他の新世界ザルのように脳が上方や下方ではなく後方に発達する。葉食と発達した発声器官により、頭蓋骨は平らである。

### ロコモーション
ホエザルは一般に枝の上を四足歩行で移動し、少なくとも両手または片手と尾で枝を常につかんでいる。強力でつかみやすい尾は、体全体を支えることができる。完全に成長したホエザルは、全身を支えるために尾に頼ることはあまりありないが、幼獣はより頻繁に尾に頼る。移動の大部分は地面を歩き、座ったり休んだりする姿勢が最もよく観察される。

## 生態

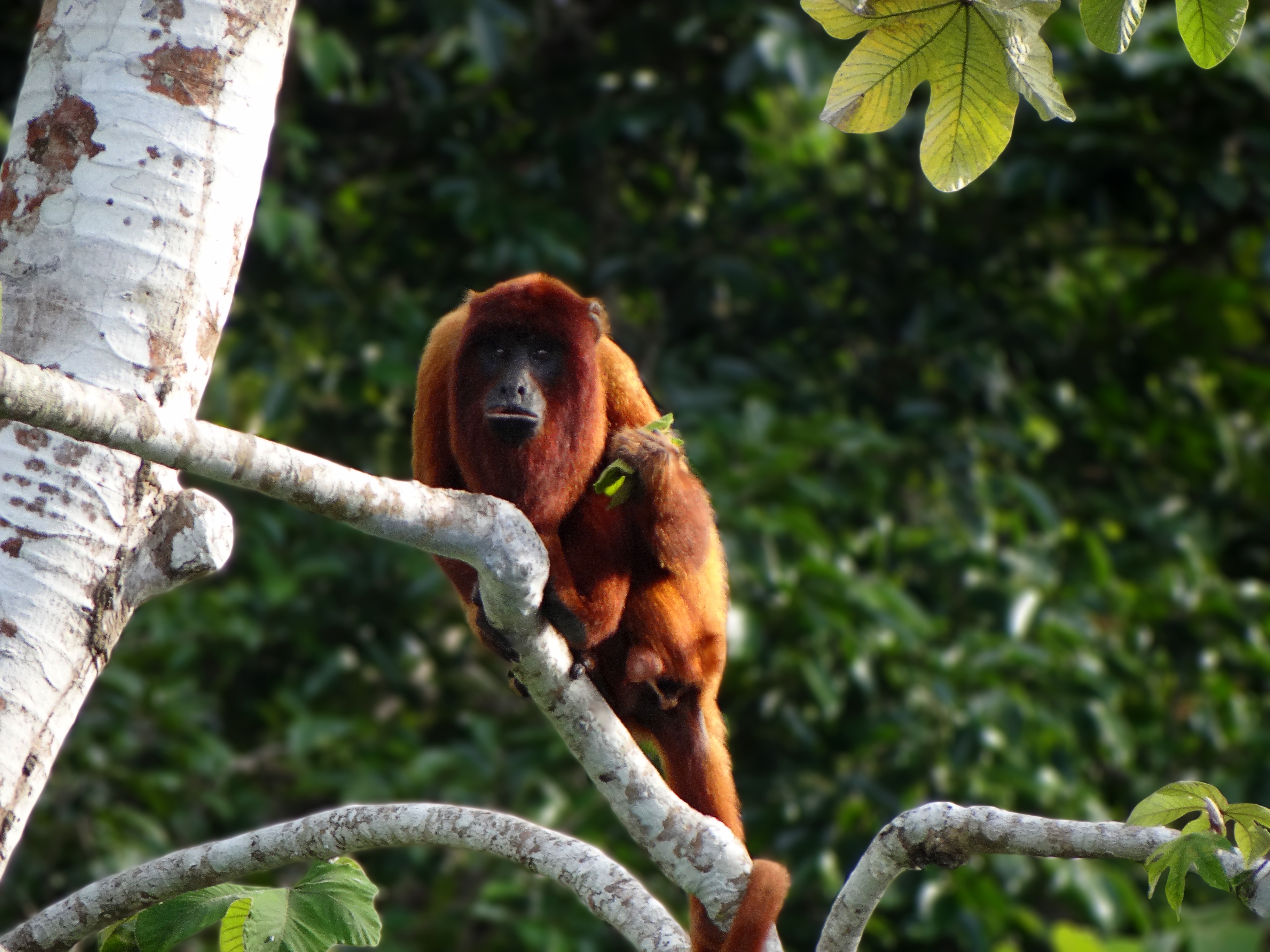
ボリビアアカホエザル(Alouatta sara)

### 社会システム
ほとんどのホエザルは、1～3頭のオスの成体と複数の雌からなる6～15頭の群れで生活している。マントホエザルは例外で、通常15～20頭の群れで生活し、オスの成体は4頭以上である。特定の群れのオスの数は、舌骨の大きさと反比例し、精巣の大きさと正比例する。

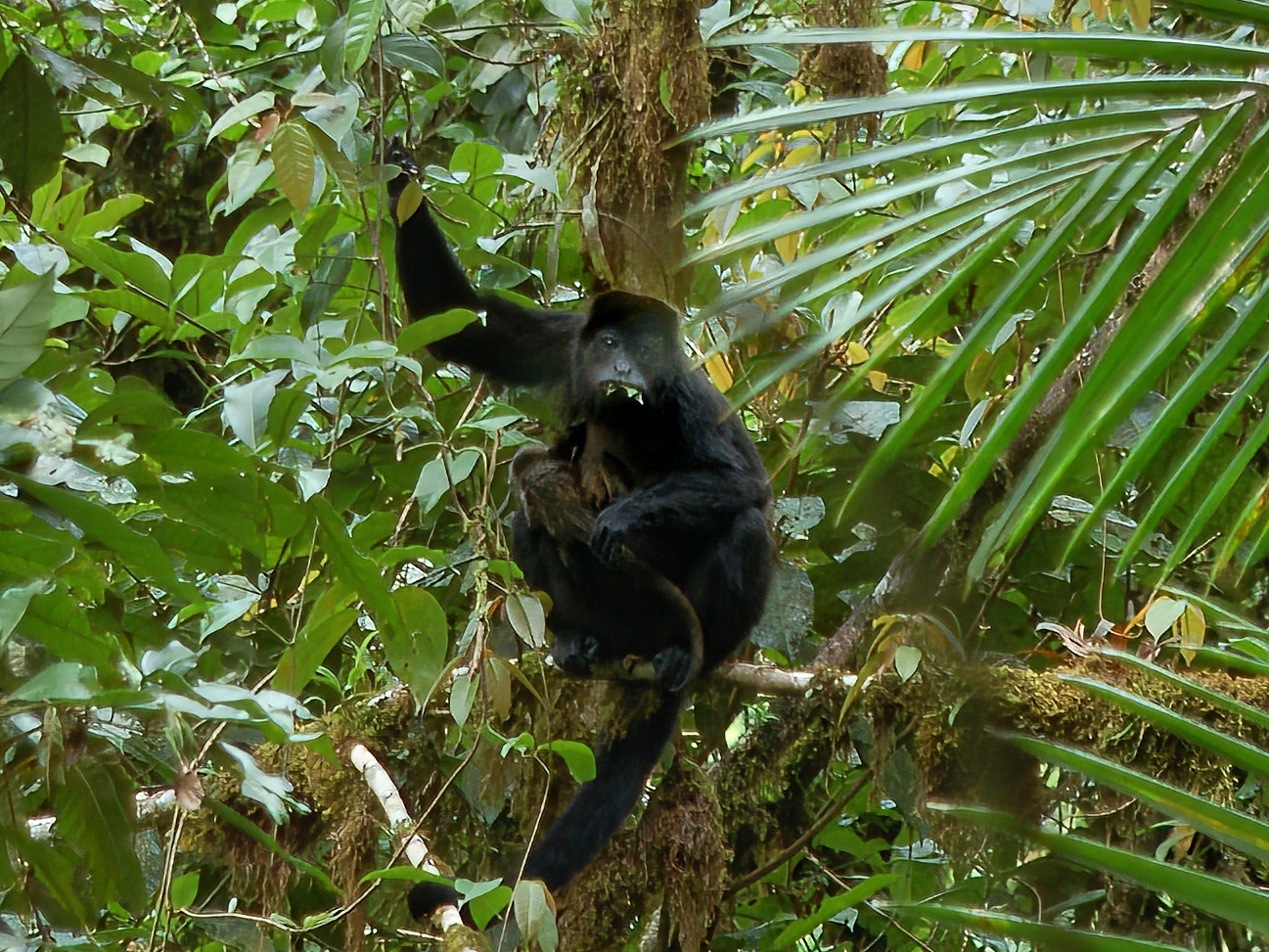
モンテベルデ雲霧林生物保護区のアカホエザルの子供

その結果、群れは二つに分けられる。一方の群れでは、交尾前の吠え声競争に勝った、舌骨が大きく精巣が小さな一匹のオスのみが、群れ内のメスと交尾する。もう一方の群れにはオスが多く、その舌骨は小さく精巣が大きい。つまりオスの数が多いほど、舌骨は小さく、精巣は大きい。メスのホエザルは、群れ内の複数のオス、近隣の群れのオス、そして単独行動をするオスと交尾する。雌雄の片方が生まれた群れに残るほとんどの新世界ザルと異なり、ホエザルは雌雄共に若い個体は生まれた群れから移る。そのため、成体になってから一生の大半を血縁関係のないサルと一緒に過ごすことができる。
群れ内の格闘はまれで、通常は短時間で終わるが、重傷を負う可能性もある。雌雄が争うことはめったにないが、格闘は更にまれである。群れの大きさは種や場所によって異なり、おおよそオス1匹に対してメス4匹の割合である。

### コミュニケーション

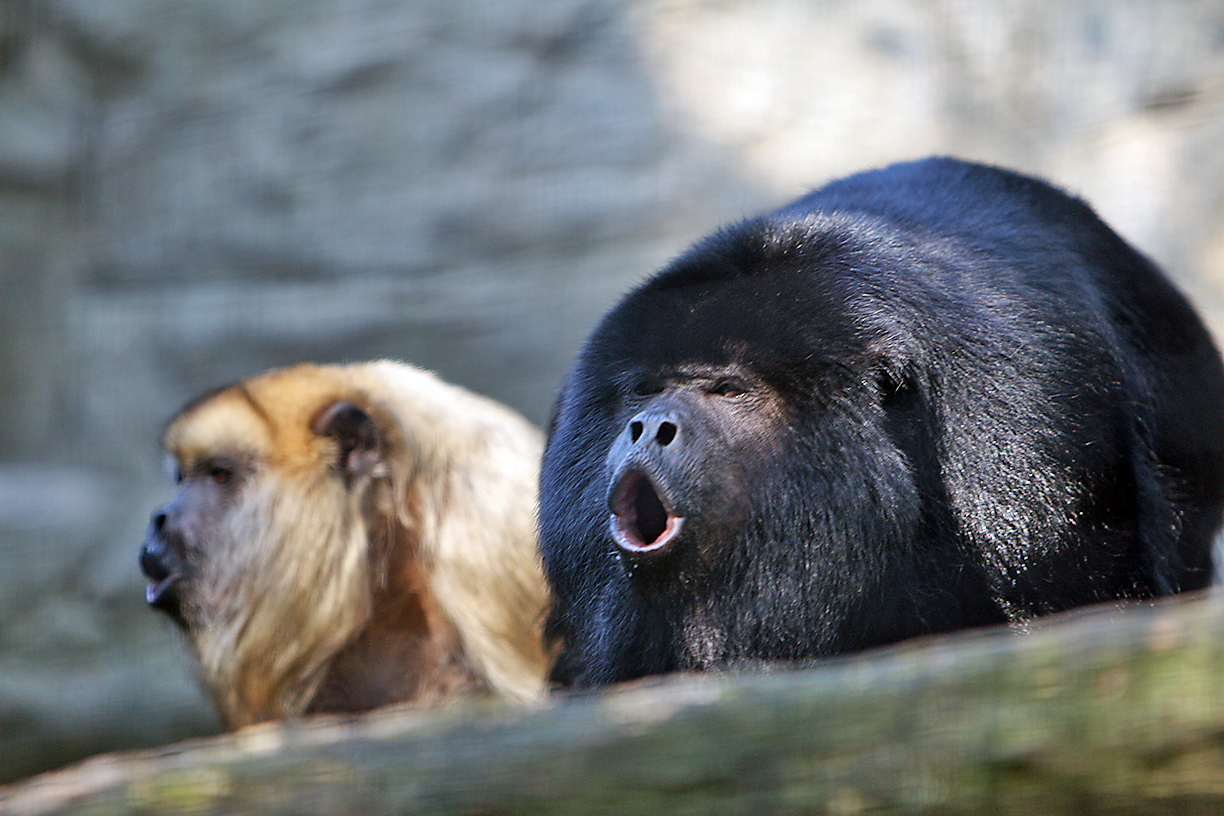
クロホエザルのつがい (Alouatta caraya) の吠え合い

名前が示すように、音声によるコミュニケーションは彼らの社会行動にとって重要である。基底骨または舌骨が大きく、大きな音を立てるのに役立っている。群れのオスたちは通常夜明けと夕暮れ、および一日を通して散発的に吠える。主な吠え声は、大きくて深い喉音のうなり声、つまり「遠吠え」である。ホエザルは最も声の大きい陸上動物であると広く考えられている。ギネスブックによると、彼らの吠え声は4.8km先まではっきりと聞こえる。遠吠えの機能は、グループ間の距離の確保や縄張りの保護、さらには配偶者保護にも関係していると考えられている。ホエザルは通常、守るべき果樹のある主要な餌場で吠え、なわばりを宣言する。クロホエザルは、資源の入手可能性に関する情報と、近隣のホエザルの現在地を合わせて判断する。また、花の豊富さは、行動に影響を与える重要な要因であることが分かった。資源が乏しい場合、近隣のホエザルは、これらの吠え声に向かって移動する可能性が高く、その逆も真である。

### 食性

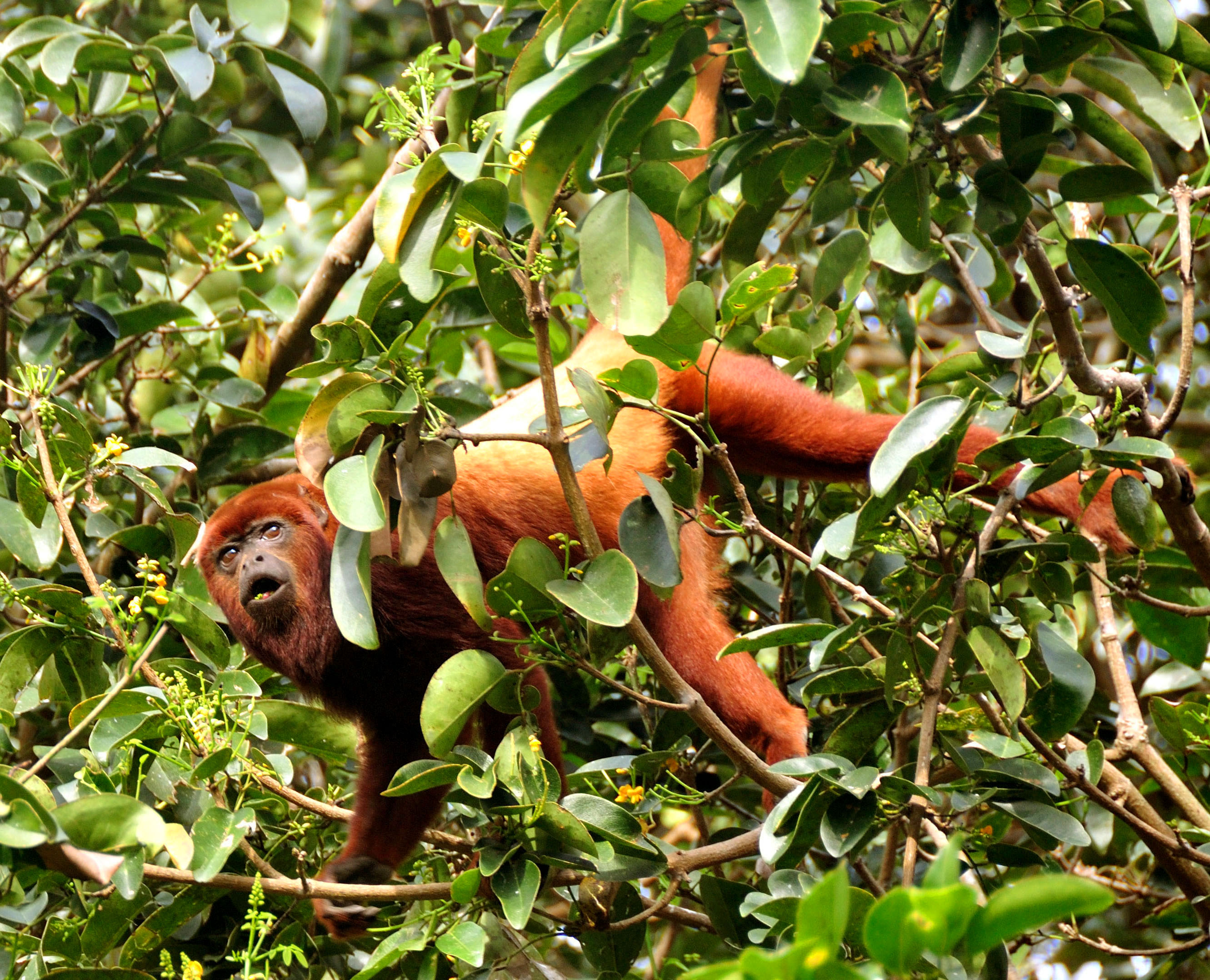
クマホエザル

この大型で動きの遅いサルは、新世界ザルの中で唯一、葉食性である。ホエザルは主に樹冠上部の葉を食べるが、果物、芽、花、木の実も食べる。ある種の葉は毒になりうるため、一箇所の葉を食べすぎないように注意する必要がある。時には鳥の巣や鶏小屋を襲撃し、卵を食べることでも知られている。群れが小さい（最大12頭）場合や降雨量が少ない（2,200mm以下）場合、果食性が高くなる。群れが大きく降雨量が増えると、競争や急速な食物枯渇の結果として果食性は低下する。果実を消化すると、種子の90％以上が損傷を受けることなく排泄され、結果、熱帯林に種子が分散して分布する

### 睡眠
夜間の七割方は、天候や枝折れの心配が少なく、集団で眠れる、樹の中央から上部の大きな枝を使って眠る。彼らの寝床は通常、朝の餌場に近い。

## 人間との関係
カッショクホエザルは通常、攻撃的ではないが、飼育するには気性が荒く、友好的でない。一方、クロホエザル（Alouatta caraya）は、比較的知能が低く、糞の大きさ、オスの大きな鳴き声という欠点があるものの、（オマキザルの攻撃的な傾向と比較すると）温厚な性格のため、現代のアルゼンチンでは比較的一般的なペットとなっている。
ジョン・ロイド・スティーブンスは、コパンのマヤ遺跡のホエザルを「威厳があり真面目。ほとんど感情的に傷ついたようで、聖地の守護者として仕えているかのよう」と表現した。古代マヤ人にとって、ホエザルは職人、特に書記や彫刻家の神聖な守護者だった。一部の部族では神とみなされ、長くて滑らかな尾はその美しさから崇拝されていた。特にコパンはホエザルの神々の描写で有名である。広く恐れられている魂と情熱の物語であるポポル・ヴフに含まれるフンアフプーとイシュバランケー（マヤの双子の英雄）の神話の中に、ニ頭のホエザル兄弟が登場する。